# 동차다항식
대수학에서 동차다항식(同次多項式, homogeneous polynomial)은 모든 계수가 영이 아닌 항의 차수가 같은 다변수 다항식이다. 예를 들어, {\displaystyle x,y}에 대한 다항식 {\displaystyle x^{3}+3x^{2}y+2xy^{2}-y^{3}}은 각 항의 차수가 지수의 합에서 3으로 같으므로 동차다항식이다.
동차다항식의 근의 집합은 사영 공간에서 사영 대수다양체를 이룬다.

## 정의
환(또는 체) {\displaystyle R} 위의 {\displaystyle n}변수 다항식
{\displaystyle f(x_{1},x_{2},\dots ,x_{n})=\sum _{i\in I\subset \mathbb {N} ^{n}}a_{i}x_{1}^{i_{1}}\cdots x_{n}^{i_{n}}}
이 서로 동치인 두 성질
- {\displaystyle a_{i}\neq 0}이면 {\displaystyle \sum i=k}
- 임의의 {\displaystyle \lambda \in R}에 대해 {\displaystyle f(\lambda x_{1},\lambda x_{2},\dots ,\lambda x_{n})=\lambda ^{k}f(x_{1},x_{2},\dots ,x_{n})}

({\displaystyle k}는 음이 아닌 정수)중 하나를 만족한다면, {\displaystyle k}차 동차다항식라고 한다.

## 성질
- 임의의 다항식은 동차다항식의 합으로 표현된다. 영이 아닌 다항식의 표현은 {\displaystyle f=f_{0}+\cdots +f_{\deg f}}와 같다. {\displaystyle f_{k}}를 {\displaystyle f}의 {\displaystyle k}차 동차성분(同次成分, homogeneous component)이라고 한다.
- 동차다항식의 비자명 인수는 모두 동차다항식이다.

## 준동차다항식
만약 음이 아닌 정수 {\displaystyle k,p_{1},p_{2},\dots ,p_{n}}가 존재하여, {\displaystyle f}가 모든 {\displaystyle \lambda \in R}에 대하여
{\displaystyle \lambda ^{k}f(x_{1},x_{2},\dots ,x_{n})=f(\lambda ^{p_{1}}x_{1},\lambda ^{p_{2}}x_{2},\dots ,\lambda ^{p_{n}}x_{n})}
의 꼴이라면, {\displaystyle f}를 준동차다항식(quasihomogeneous polynomial)이라 한다. 동차다항식은 준동차다항식이 {\displaystyle p_{i}=1}인 경우이다.

## 같이 보기
- 힐베르트 다항식
- 극성화와 반환
- 주표상